# Garrebourg
Garrebourg település Franciaországban, Moselle megyében. Lakosainak száma 486 fő (2022. január 1.). Garrebourg Mittelbronn, Haselbourg, Henridorff, Hultehouse, Lutzelbourg, Saint-Louis és Haegen községekkel határos.

## Népesség
A település népességének változása:
| Lakosok száma | 479  | 518  | 518  | 489  | 503  | 497  | 496  | 491  | 492  | 486  |
|               | 1968 | 1982 | 1990 | 2006 | 2013 | 2015 | 2017 | 2019 | 2020 | 2022 |